# Buhla
Buhla är en kommun och ort i Landkreis Eichsfeld i förbundslandet Thüringen i Tyskland.
Kommunen ingår i förvaltningsområdet Eichsfeld-Wipperaue tillsammans med kommunerna Breitenworbis, Gernrode, Haynrode och Kirchworbis.